# Abraham Osei Aidoo
Abraham Osei Aidoo (geboren am 6. August 1953) ist ein führender Politiker Ghanas. Er ist Mitglied der New Patriotic Party (NPP) und ist Christ. Nach der Regierungsumbildung zum 1. August 2007 durch Präsident John Agyekum Kufuor wurde Aidoo Minister für parlamentarische Angelegenheiten als Amtsnachfolger von Felix Owusu-Adjapong.
Zuvor war Aidoo bereits Vizeminister im Außenministerium. Er hat bereits seit 10 Jahren einen Sitz im ghanaischen Parlament inne und ist zurzeit Parlamentsmitglied für den Wahlkreis Ejisu-Juaben. Aidoo war Vizevorsitzender der Mehrheitsfraktion der New Patriotic Party im Parlament.

## Bildung und Familie
Aidooh erhielt seinen Bachelor of Law an der University of Ghana der School of Law.
Am 8. April 2022 stirbt seine Frau Juliana Aidooh im International Maritime Hospital in Tema im Alter von 65 Jahren.

## Karriere
Aidooh wurde 1978 zur ghanaischen Anwaltskammer berufen und ist seither als Privatanwalt tätig.
Nach seiner politischen Karriere ist er wieder als Anwalt tätig. In der Kanzlei OSSEI-AIDOOH AKPOKAVIE KYERE & CO. in Tema ist er Senior Partner. Weiterhin sitzt er im Verwaltungsrat der Ghana National Gas Company und ist Mitglied des parlamentarischen Dienstes.